# Кіліфі
Кіліфі (суах. Kilifi) — місто, адміністративний центр однойменного повіту Кіліфі в Кенії. Кіліфі відомий своїм пляжем і руїнами Мнарані, включаючи мечеть з гробницею, що датуються 14-17 століттями.

## Географія
Кіліфі розташований на узбережжі Індійського океану, між містами Малінді і Момбаса (в 56 км на північний схід від Момбаси). Місто знаходиться на обох берегах естуарії річки Воі (Гоші), які з'єднані мостом. Одна сторона міста називається Мнарані, а інша — Кіліфі-Таун. Висота міста над рівнем моря становить 0 м. Починаючи з 1991 року, найдовший дорожній міст Кенії на 420 метрів з'єднав обидві сторони.

### Клімат
Місто знаходиться у зоні, котра характеризується кліматом тропічних саван. Найтепліший місяць — березень із середньою температурою 28.3 °C (83 °F). Найхолодніший місяць — липень, із середньою температурою 24.4 °С (76 °F).
| Клімат Кіліфі           | Клімат Кіліфі | Клімат Кіліфі | Клімат Кіліфі | Клімат Кіліфі | Клімат Кіліфі | Клімат Кіліфі | Клімат Кіліфі | Клімат Кіліфі | Клімат Кіліфі | Клімат Кіліфі | Клімат Кіліфі | Клімат Кіліфі | Клімат Кіліфі |
| Показник                | Січ.          | Лют.          | Бер.          | Квіт.         | Трав.         | Черв.         | Лип.          | Серп.         | Вер.          | Жовт.         | Лист.         | Груд.         | Рік           |
| Середній максимум, °C   | 32,2          | 32,8          | 33,3          | 31,7          | 30,6          | 28,9          | 28,9          | 28,9          | 30,6          | 31,7          | 31,1          | 31,1          | 31            |
| Середня температура, °C | 27,2          | 27,8          | 28,3          | 27,2          | 26,1          | 25            | 24,4          | 24,4          | 25,6          | 26,7          | 26,7          | 27,2          | 26,4          |
| Середній мінімум, °C    | 22,8          | 22,8          | 22,8          | 22,8          | 22,2          | 20,6          | 20            | 19,4          | 20,6          | 21,7          | 22,2          | 22,8          | 21,7          |
| Норма опадів, мм        | 28            | 13            | 77            | 115           | 50            | 11            | 16            | 9             | 20            | 48            | 88            | 112           | 587           |
| ----------------------- | ------------- | ------------- | ------------- | ------------- | ------------- | ------------- | ------------- | ------------- | ------------- | ------------- | ------------- | ------------- | ------------- |
| Джерело: Weatherbase    |               |               |               |               |               |               |               |               |               |               |               |               |               |

## Населення
Населення за даними на 2012 року становить 72 715 осіб, за даними переписом 1999 року його налічувало 30 394 особи. Населення Кіліфі представлено безліччю етнічних груп. Велика частина населення (близько 80 %) належить до групи народів міджікенда (головним чином гір'яма і чоньі); решта представлена нащадками поселенців суахілі-арабського походження, сомалійцями та іншими.

## Економіка
Основу економіки складають рибальство та туризм. З 1976 по 1990 роки в місті діяв завод з переробки горіхів кеш'ю. Починаючи з 1930 року округ Кіліфі є важливим виробником даної сільськогосподарської культури. Закриття підприємства стало сильним ударом по економіці Кіліфі. Є молочне тваринництво. Розвивається банківський сектор. В місті є кілька готелів.